# Officium
Officium (plural: officia) é uma palavra latina com vários significados na Roma antiga, incluindo "serviço", "(sensação de) dever", "cortesia", "cerimônia" e coisas do mesmo género. Também se traduz para o grego, kathekon, e mais tarde foi usada em latim para tornar o sistema administrativo mais moderno. 
No entanto, este artigo está sobretudo preocupado com o significado de "um escritório" (a palavra moderna provém de escritório) ou "mesa", no sentido de um dignitário do pessoal administrativo e de outros colaboradores, cada um dos quais foi chamado de officialis (daí o moderno oficial). 
O Notitia Dignitatum dá-nos informações detalhadas, inequivocamente, decorrentes da própria divisão imperial, sobre a composição dos officia dos dois impérios romanos, título dado ao líder de tribunal, provincial, alguns militares e outros funcionários cerca de 400 d.C.. Embora os detalhes variem bastante de acordo com a classificação, do Oriente para o Ocidente e/ou em casos especiais, em geral, o pessoal dirigente seria como se segue (as descrições são quase "equivalentes" às da época): 
- Princeps officius era o chefe de pessoal, permanente ou secretário chefe de gabinete;
- Cornicularius era um título militar, para um vice-administrativo de vários generais, etc.;
- Adiutor (literalmente "ajudante") parece ter sido o chefe (geral) assistente, ou adjunto;
- Commentariensis era o detentor dos "comentários", num diário oficial;
- Ab Actis era o detentor dos registos, os arquivistas;
- Numerarius ("contador") parece ter sido o receptor dos fundos fiscais;
- Subadiuva ("sub-ajudante") parece ter sido um ajudante geral;
- Cura epistolarum foi o curador da correspondência;
- Regerendarius pode ter sido um secretário;
- Exceptor parece ter sido um secretário;
- Singularius tem sido chamado de notário, mas o termo pode também referir-se a um guarda.